# Sezona Velikih nagrad 1922
Sezona Velikih nagrad 1922 je bila petnajsta sezona Velikih nagrad, dirke niso bile povezane v prvenstvo. 

## Velike nagrade

### Grandes Épreuves
| Velika nagrada          | Dirkališče | Datum         | Zmag. dirkač   | Zmag. moštvo | Poročilo |
| ----------------------- | ---------- | ------------- | -------------- | ------------ | -------- |
| Velika nagrada Francije | Strasbourg | 15. julij     | Felice Nazzaro | Fiat         | Poročilo |
| Velika nagrada Italije  | Monza      | 10. september | Pietro Bordino | Fiat         | Poročilo |

### Ostale Velike nagrade
| Velika nagrada           | Dirkališče   | Datum        | Zmag. dirkač     | Zmag. moštvo     | Poročilo |
| ------------------------ | ------------ | ------------ | ---------------- | ---------------- | -------- |
| Targa Florio             | Madonie      | 2. april     | Giulio Masetti   | Mercedes         | Poročilo |
| Indianapolis 500         | Indianapolis | 30. maj      | Jimmy Murphy     | Duesenberg       | Poročilo |
| Sardo Circuit            | Cagliari     | 30. maj      | Ernesto Ceirano  | Ceirano          | Poročilo |
| Velika nagrada Mugella   | Mugello      | 18. julij    | Alfieri Maserati | Isotta-Fraschini | Poročilo |
| Velika nagrada Montenera | Livorno      | 27. avgust   | Carlo Masetti    | Bugatti          | Poročilo |
| Velika nagrada Garde     | Salò         | 15. oktober  | Guido Meregalli  | Diatto           | Poročilo |
| Velika nagrada Monze     | Monza        | 22. oktober  | André Dubonnet   | Hispano-Suiza    | Poročilo |
| Coppa Florio             | Madonie      | 19. november | André Boillot    | Ballot           | Poročilo |